# You Don't Come Close
You Don't Come Close uživo je album od američkog punk rock sastava Ramones, koji izlazi u svibnju 2001.g. Skladbe su snimljene uživo kada je sastav nastupio u televizijskoj emisiji Musikladen u Njemačkoj. Na bonus CD-u nalazi se glazbeni video od skladbe "Rockaway Beach".

## Popis pjesama
1. "Teenage Lobotomy"
2. "Blitzkrieg Bop"
3. "Don't Come Close"
4. "I Don't Care"
5. "She's The One"
6. "Sheena Is a Punk Rocker"
7. "Cretin Hop"
8. "Listen To My Heart"
9. "California Sun"
10. "I Don't Wanna Walk Around With You"
11. "Pinhead"